# Valur Reykjavík
Valur is een IJslandse omnisportvereniging uit de wijk Hlíðar van de hoofdstad Reykjavík. Op 11 mei 1911 werd de club opgericht. Oorspronkelijk werd er alleen voetbal beoefend, maar in 1940 begon men ook met handbal. In deze tak behaalde Valur zijn eerste landskampioenschap ooit. Ook skiën en basketbal worden beoefend bij Valur, laatstgenoemde sinds 1970, toen KFR zich bij de vereniging aansloot. 

## Basketbal
Erelijst mannen
Landskampioen (2x) in 1980, 1983
Bekerwinnaar (3x) in 1980, 1981, 1933

## Handbal
Erelijst mannen
Landskampioen (21x) in 1940, 1941, 1942, 1944, 1947, 1948, 1951, 1955, 1973, 1977, 1978, 1979, 1988, 1989, 1991, 1993, 1994, 1995, 1996, 1998, 2007
Bekerwinnaar (6x) in 1974, 1988, 1990, 1993, 1998, 2008

## Voetbal

### Mannen
De voetbalclub was vooral in het verleden erg succesvol. In 2007 werd Valur voor het eerst na twintig weer jaar landskampioen, het was de twintigste landstitel voor de club. In 2017 kon men weer eens het landskampioenschap binnenslepen, na een jarenlange periode van FH Hafnarfjörður als IJslands kampioen. Het jaar erop werd opnieuw de landstitel behaald, na opnieuw een spannende laatste slotdag, waarin met Breiðablik en Stjarnan werd gespeeld om de grootste prijs van het eiland. De rood-witten wonnen in de laatste thuiswedstrijd met 4-1 van het al gedegradeerde Keflavík ÍF waardoor het voor het tweede jaar op rij de beker omhoog kon tillen.
Het sportstadion Hlíðarendi (ook wel Valsvöllur genoemd) is hun thuisbasis. De tribune biedt plaats aan 1.200 mensen, de totale capaciteit ligt rond de 3.000 toeschouwers. In 2015 werd op het hoofdveld kunstgras gelegd, zodat er het jaar door gevoetbald kan worden. Hiermee is Valur - na Stjarnan en Fylkir - de enige club op het hoogste niveau dat over een kunstgrasveld beschikt.

#### Erelijst
- Landskampioen (23x)

1930, 1933, 1935, 1936, 1937, 1938, 1940, 1942, 1943, 1944, 1945, 1956, 1966, 1967, 1976, 1978, 1980, 1985, 1987, 2007, 2017, 2018, 2020
- Beker (11x)

1965, 1974, 1976, 1977, 1988, 1990, 1991, 1992, 2005, 2015, 2016
- Supercup (9x)

1987, 1990, 2005, 2007, 2012, 2015, 2016, 2017, 2018

#### Eindklasseringen
- 2000 2e
1. deild karla
- 2001 9e
1. deild karla
- 2002 1e
1. deild karla
- 2003 10e
Úrvalsdeild
- 2004 1e
1. deild karla
- 2005 2e
Úrvalsdeild
- 2006 3e
Úrvalsdeild
- 2007 1e
Úrvalsdeild
- 2008 5e
Úrvalsdeild
- 2009 8e
Úrvalsdeild
- 2010 7e
Úrvalsdeild
- 2011 5e
Úrvalsdeild
- 2012 8e
Úrvalsdeild
- 2013 5e
Úrvalsdeild
- 2014 5e
Úrvalsdeild
- 2015 5e
Úrvalsdeild
- 2016 5e
Úrvalsdeild
- 2017 1e
Úrvalsdeild
- 2018 1e
Úrvalsdeild
- 2019 6e
Úrvalsdeild
- 2020 1e
Úrvalsdeild
- 2021 5e
Úrvalsdeild
- 2022 6e
Úrvalsdeild
- 2023 2e
Úrvalsdeild
- 2024 3e
Úrvalsdeild

- Úrvalsdeild
- 1. deild karla

#### Valur Reykjavík in Europa
Valur Reykjavík speelt sinds 1966 in diverse Europese competities. Hieronder staan de competities en in welke seizoenen de club deelnam:
- Champions League (4x)

2008/09, 2018/19, 2019/20, 2021/22
- Europacup I (7x)

1967/68, 1968/69, 1977/78, 1979/80, 1981/82, 1986/87, 1988/89
- Europa League (4x)

2016/17, 2017/18, 2018/19, 2019/20
- Conference League (3x)

2021/22, 2024/25, 2025/26
- Europacup II (7x)

1966/67, 1975/76, 1978/79, 1989/90, 1991/92, 1992/93, 1993/94
- UEFA Cup (4x)

1974/75, 1985/86, 1987/88, 2006/07
- Intertoto Cup (1x)

2007
- Jaarbeursstedenbeker (1x)

1969/70

#### Bekende (oud-)spelers
- Arnór Guðjohnsen
- Eiður Guðjohnsen

#### Trainers
| Naam                         | Periode               |
| ---------------------------- | --------------------- |
| Guðmundur H. Pétursson       | 1930                  |
| Reidar Sörensen              | 1933-1935             |
| Murdo MacDougall             | 1935-1937             |
| Murdo MacDougall Robert Jack | 1937-1938             |
| Murdo MacDougall             | 1938                  |
| Hermann Hermannsson          | 1955                  |
| Óli B. Jónsson               | 1967-1968             |
| Yuri Illichev                | 1973-1974 + 1976-1977 |
| Nemes Gyula                  | 1978-1979             |

| Naam                   | Periode               |
| ---------------------- | --------------------- |
| Volker Hofferbert      | 1980                  |
| Claus Peter            | 1982-1983             |
| Ian Ross               | 1984-1987             |
| Hörður Helgason        | 1988-1989             |
| Guðmundur Þorbjörnsson | 1989                  |
| Ingi Björn Albertsson  | 1990-1991             |
| Kristinn Björnsson     | 1992-1993 + 1997-1999 |
| Sigurður Dagsson       | 1996                  |
| Sigurður Grétarsson    | 1996                  |

| Naam                 | Periode    |
| -------------------- | ---------- |
| Ejub Purisevic       | 2000-2001  |
| Þorlákur Árnason     | 2002-2003  |
| Njáll Eiðsson        | 2004       |
| Willum Thór Thórsson | 2005-2009  |
| Atli Eðvaldsson      | 2009       |
| Gunnlaugur Jónsson   | 2010       |
| Kristján Guðmundsson | 2011-2012  |
| Magnús Gylfason      | 2013-2014  |
| Ólafur Jóhannesson   | 2015-heden |

### Vrouwen
Erelijst
Landskampioen (14x) in 1978, 1986, 1988, 1989, 2004, 2006, 2007, 2008, 2009, 2010, 2019, 2021, 2022, 2023
Bekerwinnaar (13x) in 1984, 1985, 1986, 1987, 1988, 1990, 1995, 2001, 2003, 2006, 2009, 2010, 2011
League Cup (5x) in 2003, 2005, 2007, 2010, 2017
Supercup (9x) in 2004, 2005, 2007, 2008, 2009, 2010, 2011, 2018, 2019, 2022

#### In Europa
| Seizoen | Competitie                    | Ronde | Land                          | Club                    | Uitslagen |
| ------- | ----------------------------- | ----- | ----------------------------- | ----------------------- | --------- |
| 2005/06 | UEFA Women's Cup              | 1e    | Vlag van Noorwegen            | Røa IL                  | 4-1       |
|         | toernooi in Jakobstad         | 1e    | Vlag van Finland              | United Pietarsaari      | 2-1       |
|         |                               | 1e    | Vlag van Estland              | Pärnu JK                | 8-1       |
|         | toernooi in Stockholm         | 2e    | Vlag van Zweden               | Djurgårdens IF/Älvsjö   | 1-2       |
|         |                               | 2e    | Vlag van Servië en Montenegro | ZFK Niš                 | 3-0       |
|         |                               | 2e    | Vlag van Kazachstan           | Alma KTZH               | 8-0       |
|         |                               | KF    | Vlag van Duitsland            | 1. FFC Turbine Potsdam  | 1-8, 1-11 |
| 2007/08 | UEFA Women's Cup              | 1e    | Vlag van Finland              | FC Honka Espoo          | 2-1       |
|         | toernooi in Klaksvík          | 1e    | Vlag van Faeröer              | KÍ Klaksvík             | 6-0       |
|         |                               | 1e    | Vlag van Nederland            | ADO Den Haag            | 5-1       |
|         | toernooi in Bierbeek          | 2e    | Vlag van Duitsland            | 1. FFC Frankfurt        | 1-3       |
|         |                               | 2e    | Vlag van België               | KFC Rapide Wezemaal     | 4-0       |
|         |                               | 2e    | Vlag van Engeland             | Everton FC              | 1-3       |
| 2008/09 | UEFA Women's Cup              | 1e    | Vlag van Wales                | Cardiff City FC         | 8-1       |
|         | toernooi in Šaľa              | 1e    | Vlag van Slowakije            | FK Slovan Duslo Šaľa    | 6-2       |
|         |                               | 1e    | Vlag van Israël               | Maccabi Holon FC        | 9-0       |
|         | toernooi in Umeå)             | 2e    | Vlag van Zweden               | Umeå IK                 | 1-5       |
|         |                               | 2e    | Vlag van Italië               | ASD CF Bardolino Verona | 2-3       |
|         |                               | 2e    | Vlag van Kazachstan           | Alma KTZH               | 8-0       |
| 2009/10 | UEFA Women's Champions League | 1e    | Vlag van Italië               | ASD Torres Calcio       | 1-4, 1-2  |